# Costești, Hunedoara
Costești este un sat în comuna Orăștioara de Sus din județul Hunedoara, Transilvania, România.

## Istoric
Pe teritoriul acestei localități se găsesc cetățile dacice Costești - Blidaru și Costești - Cetățuie, incluse pe lista patrimoniului cultural mondial UNESCO.

## Imagini

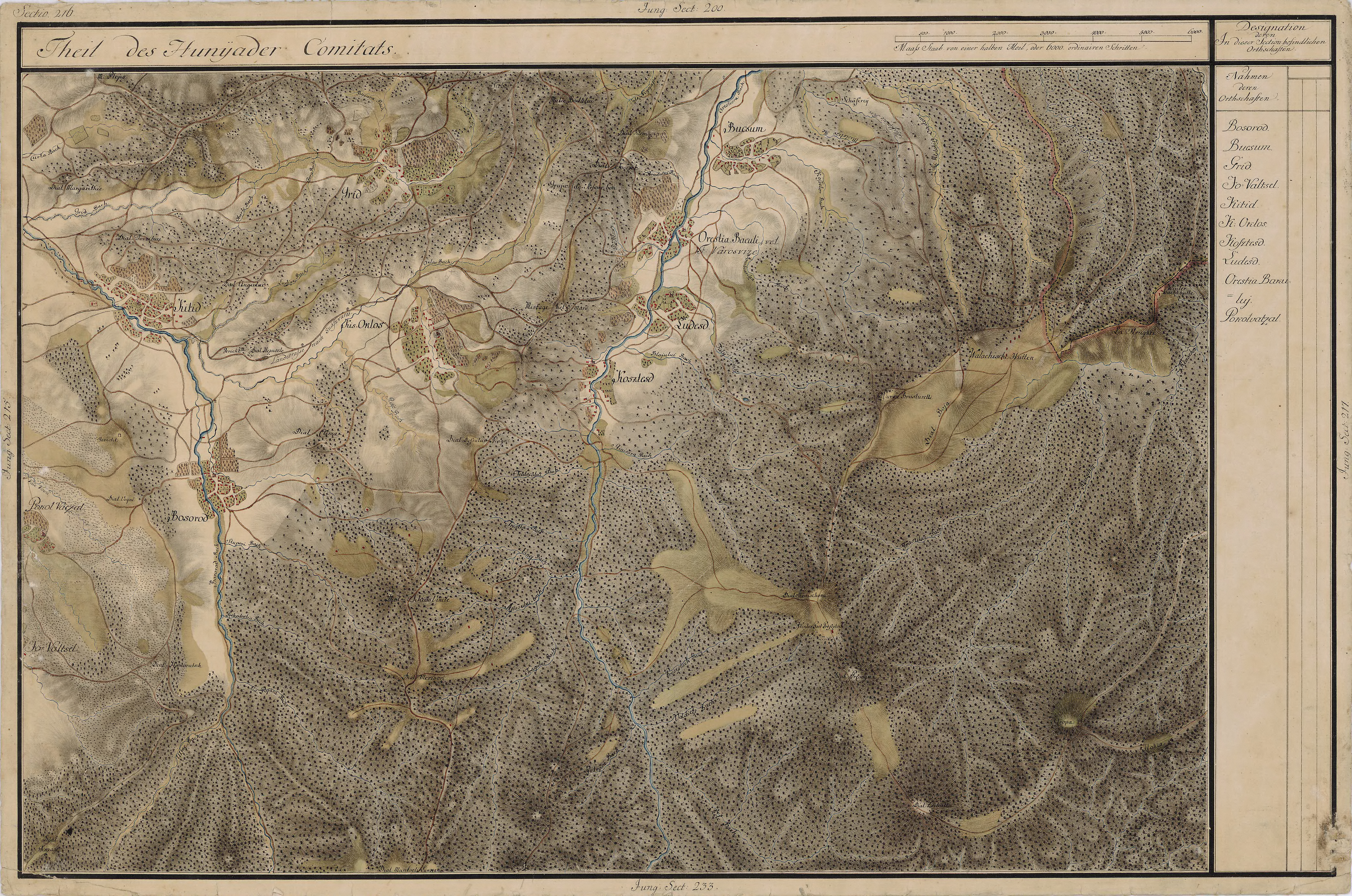
Costești în Harta Iosefină a Transilvaniei, 1760-1773
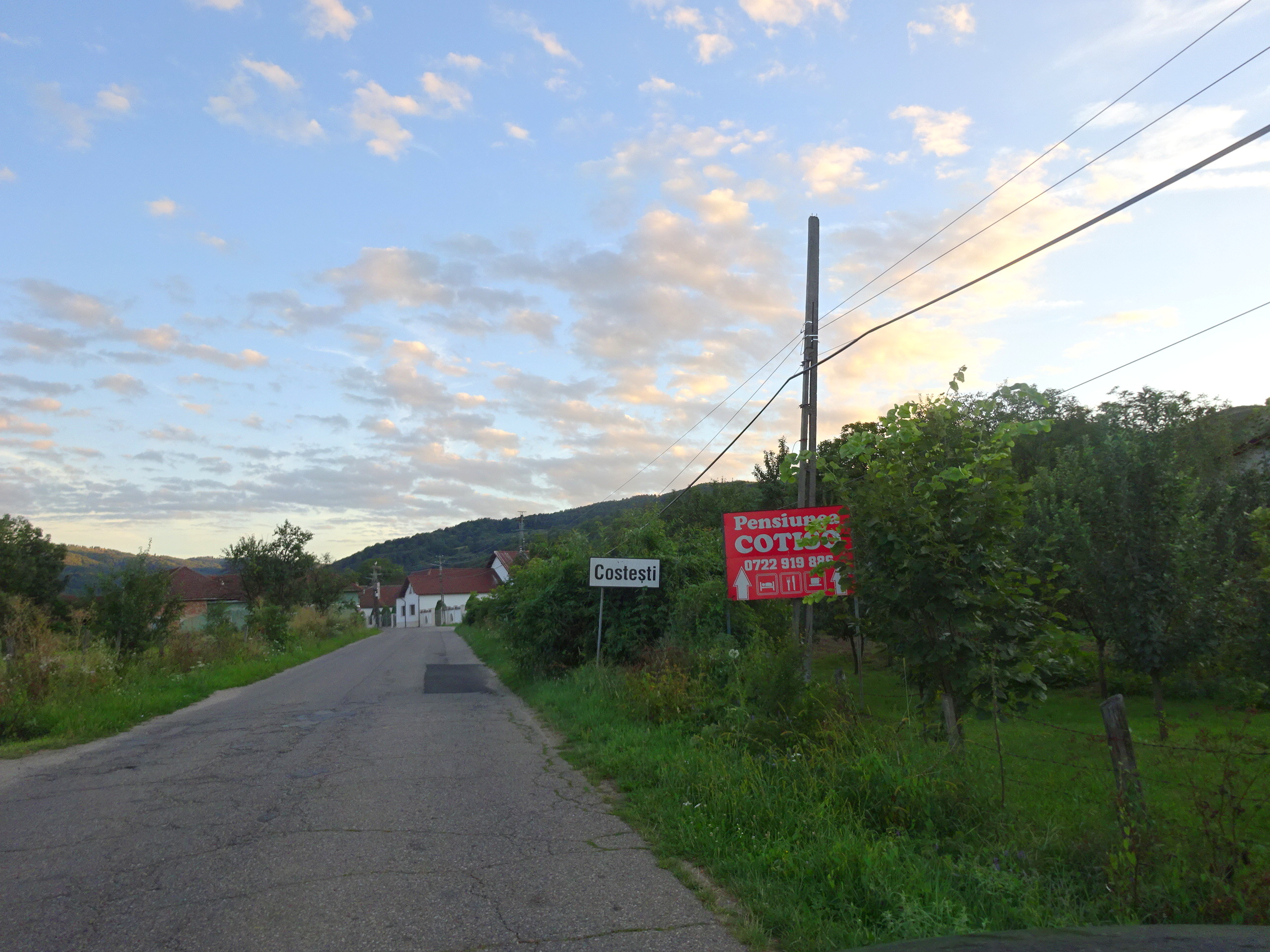
Intrarea în localitate
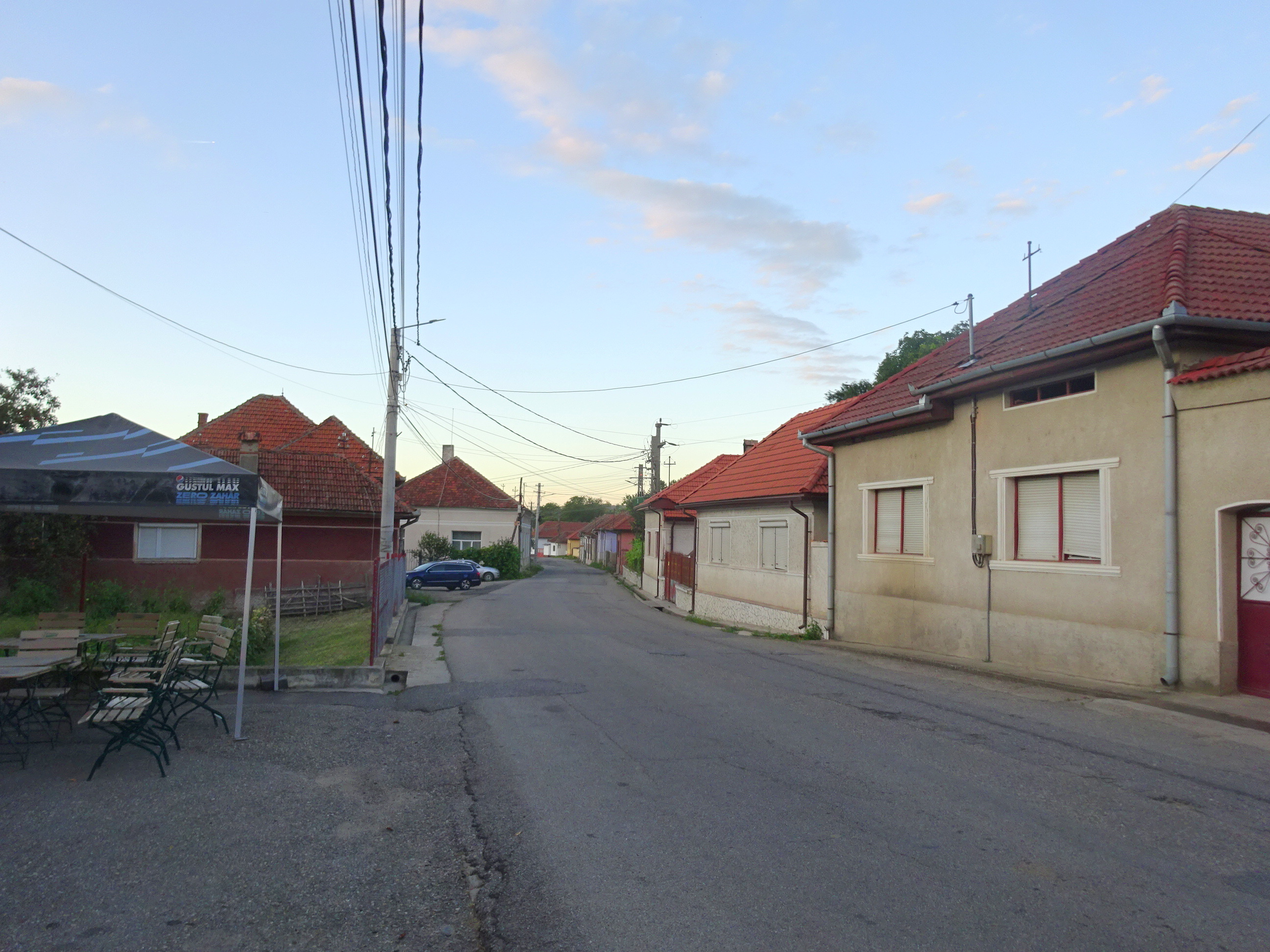
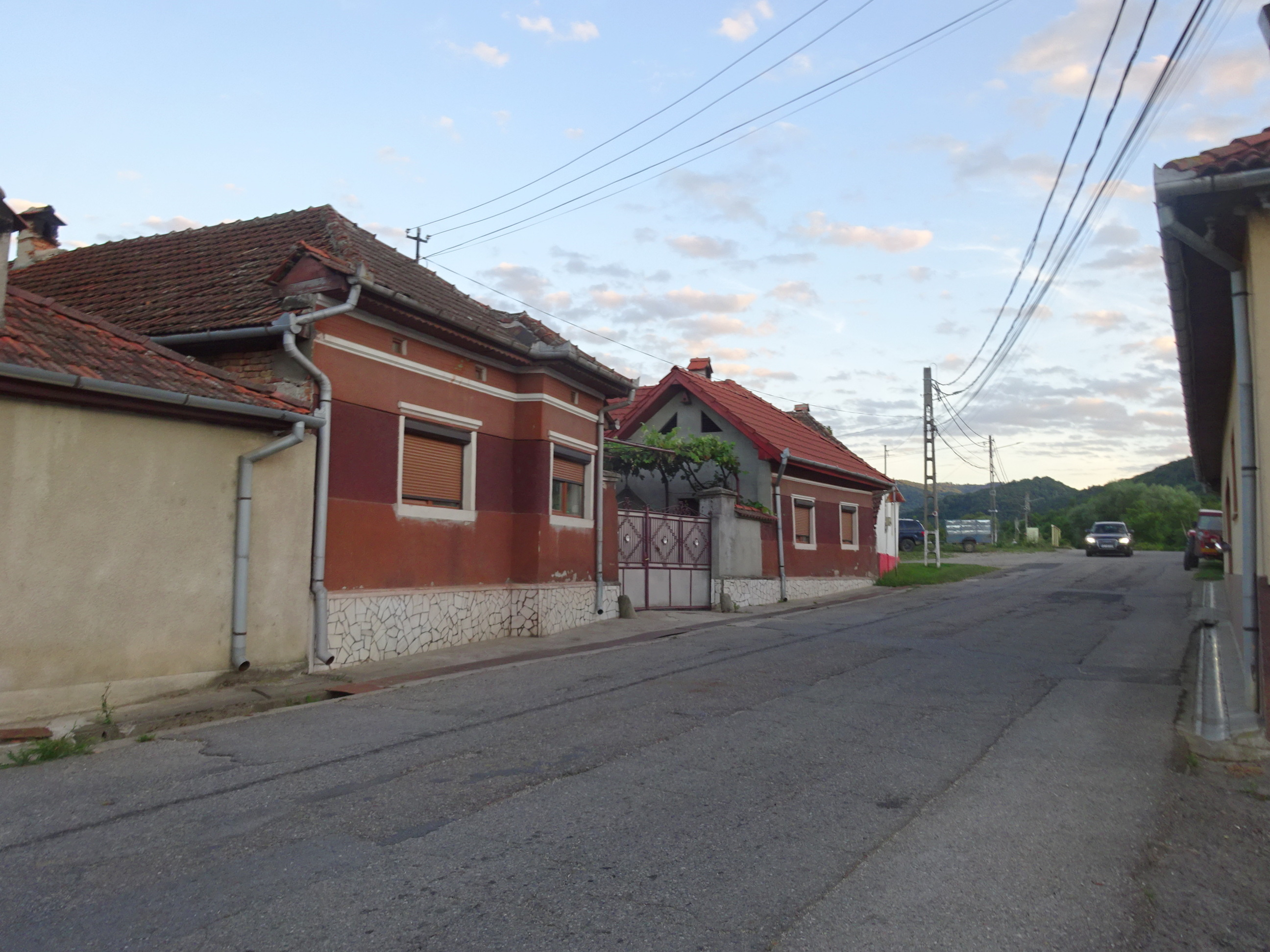
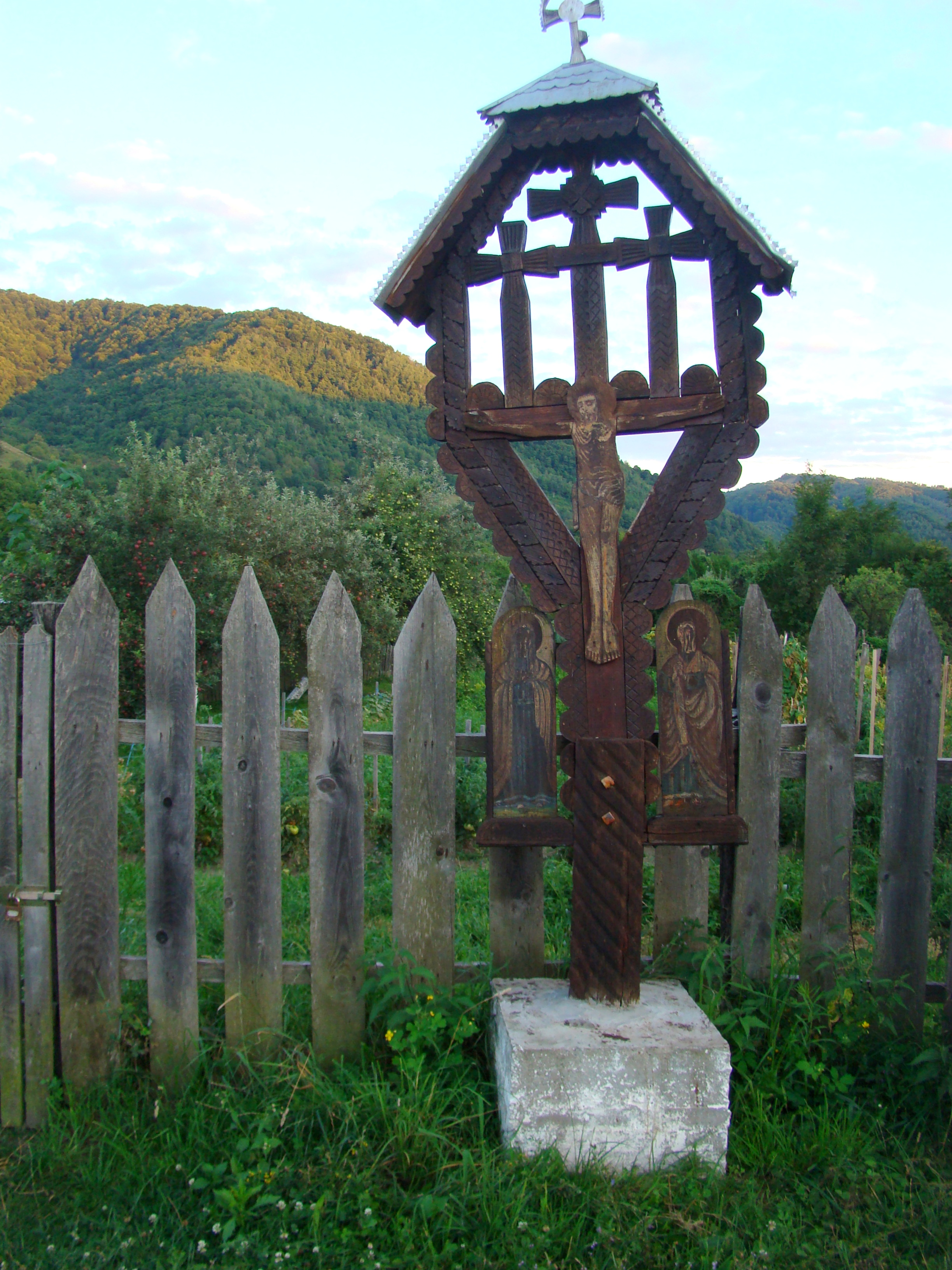
Troița
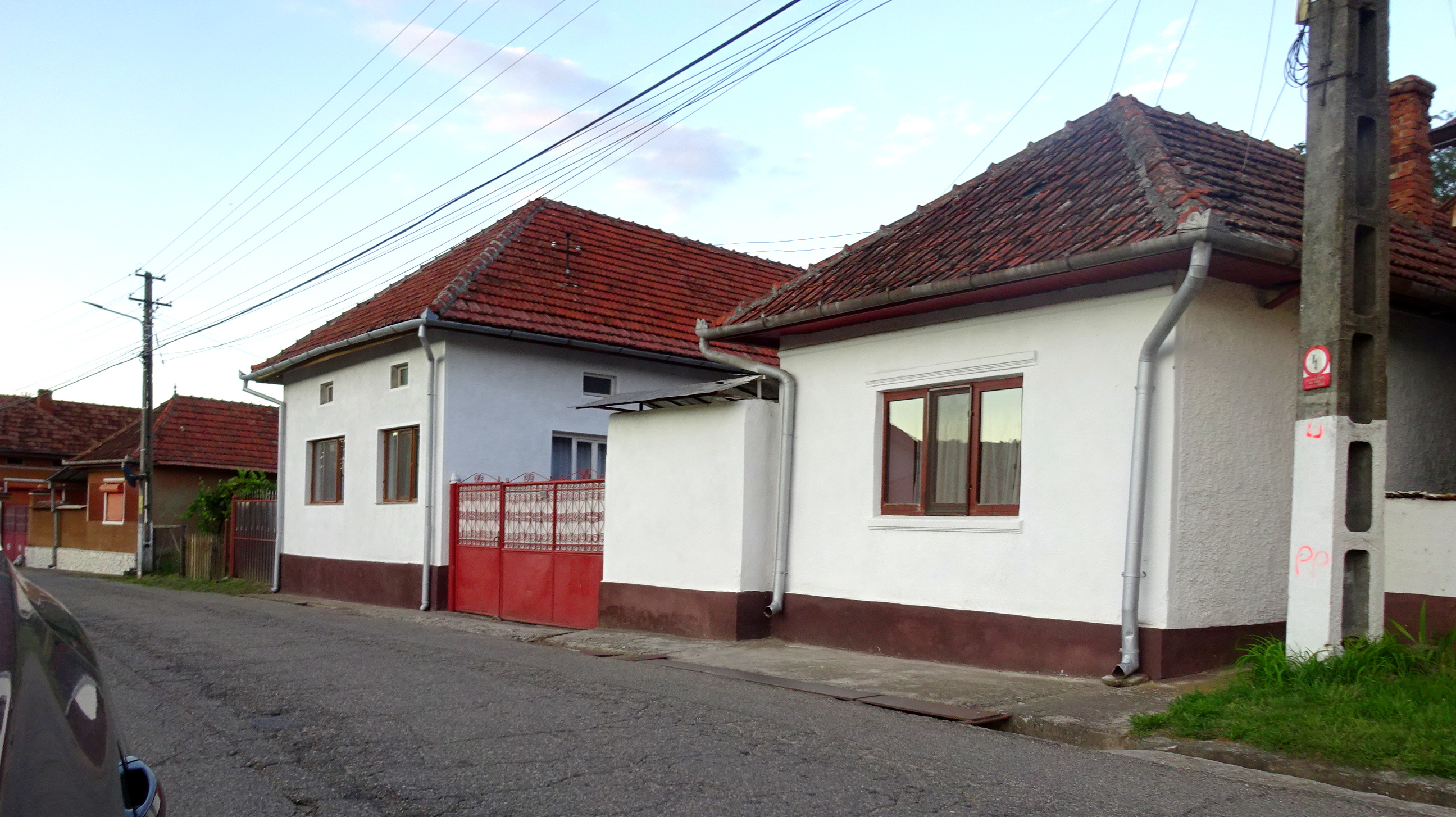
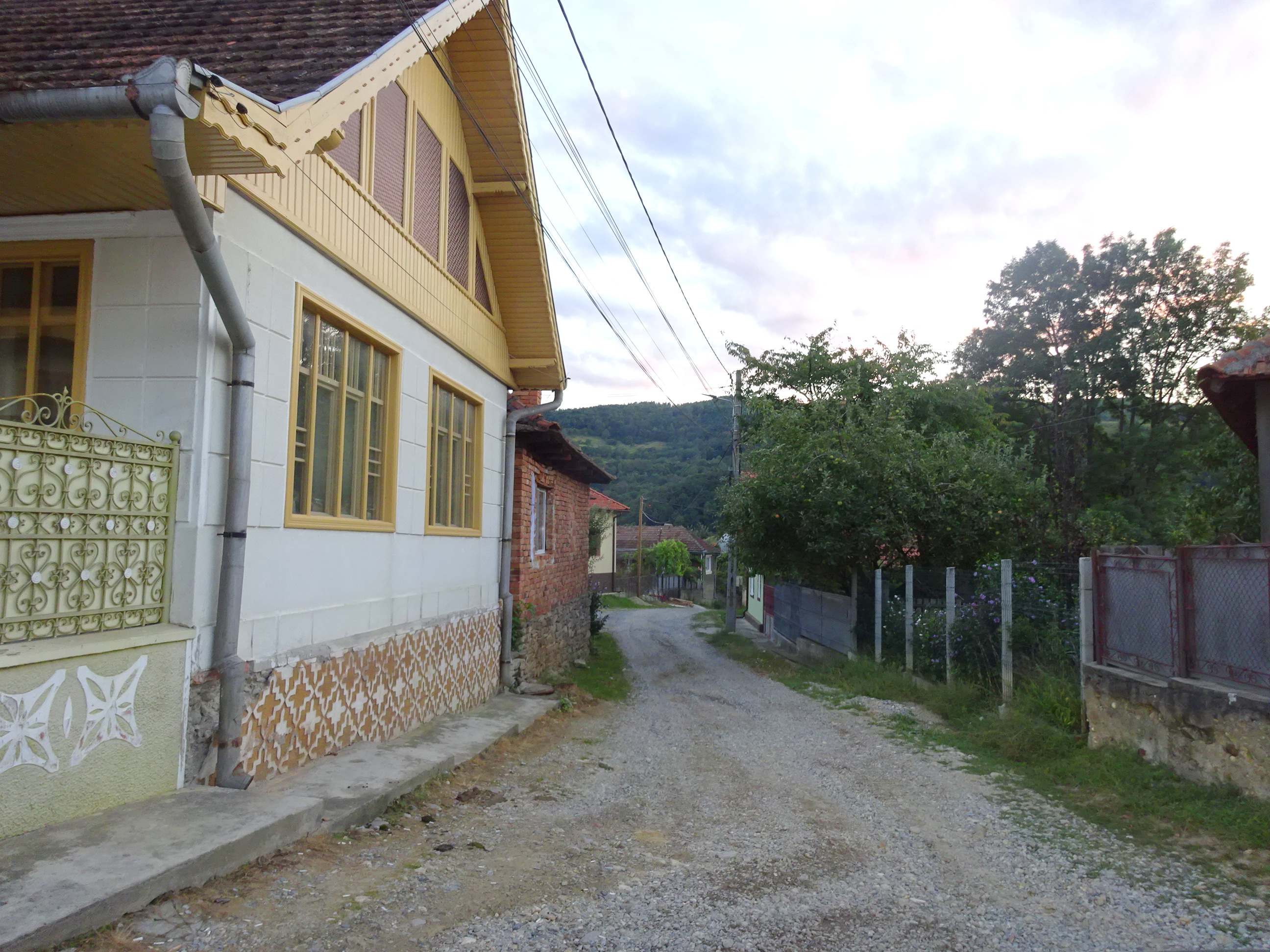
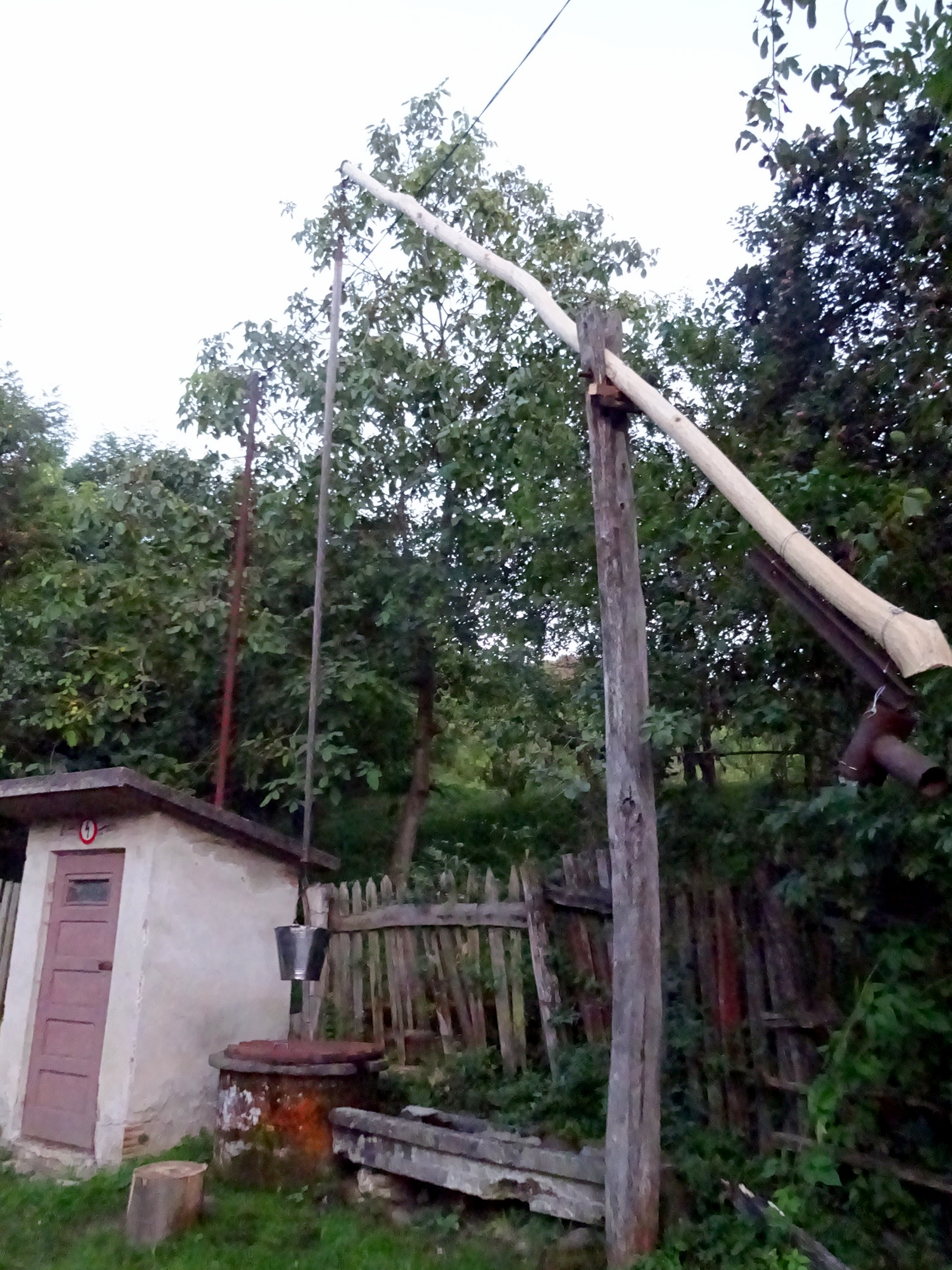
Fântână cu cumpănă
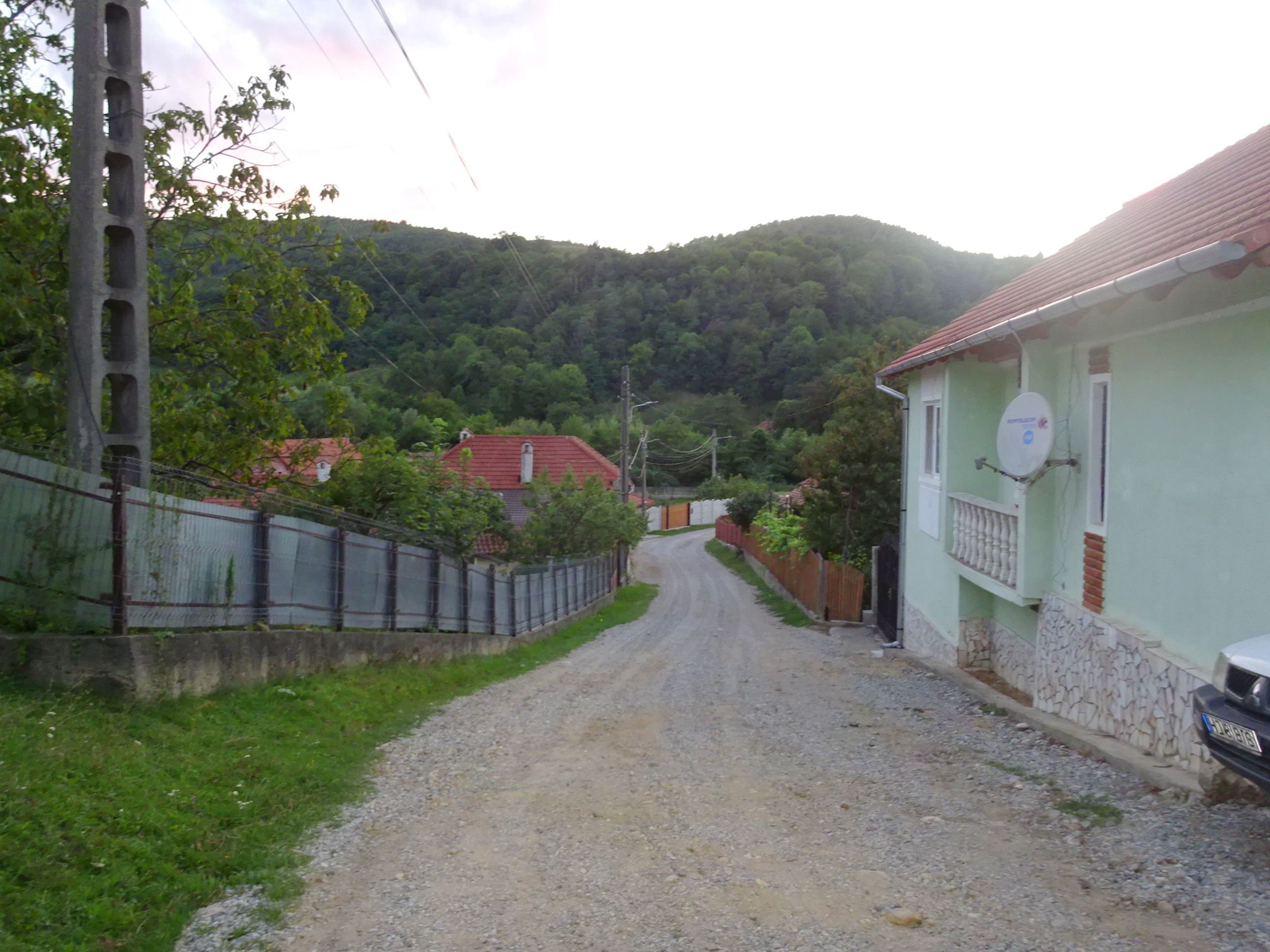
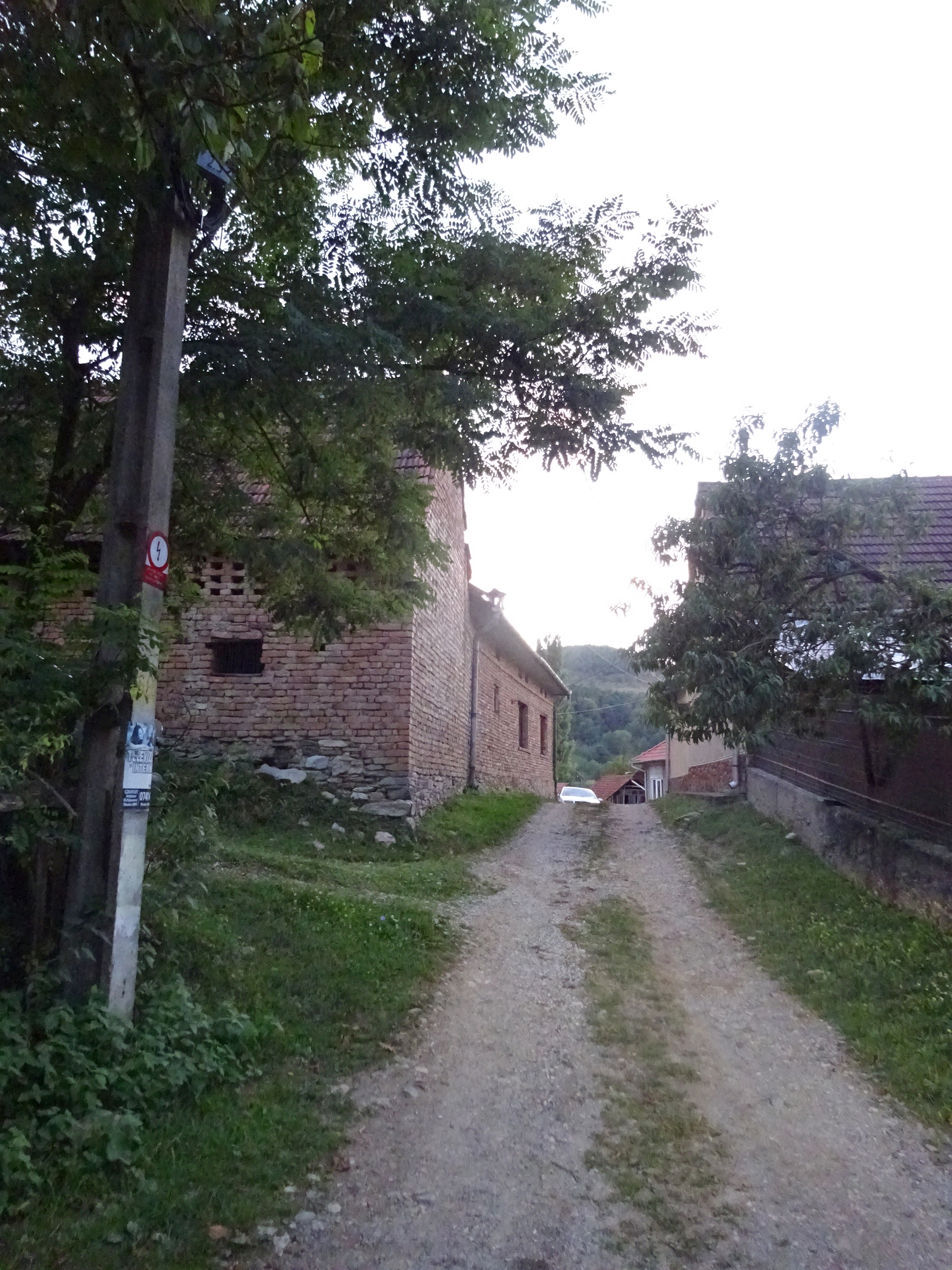
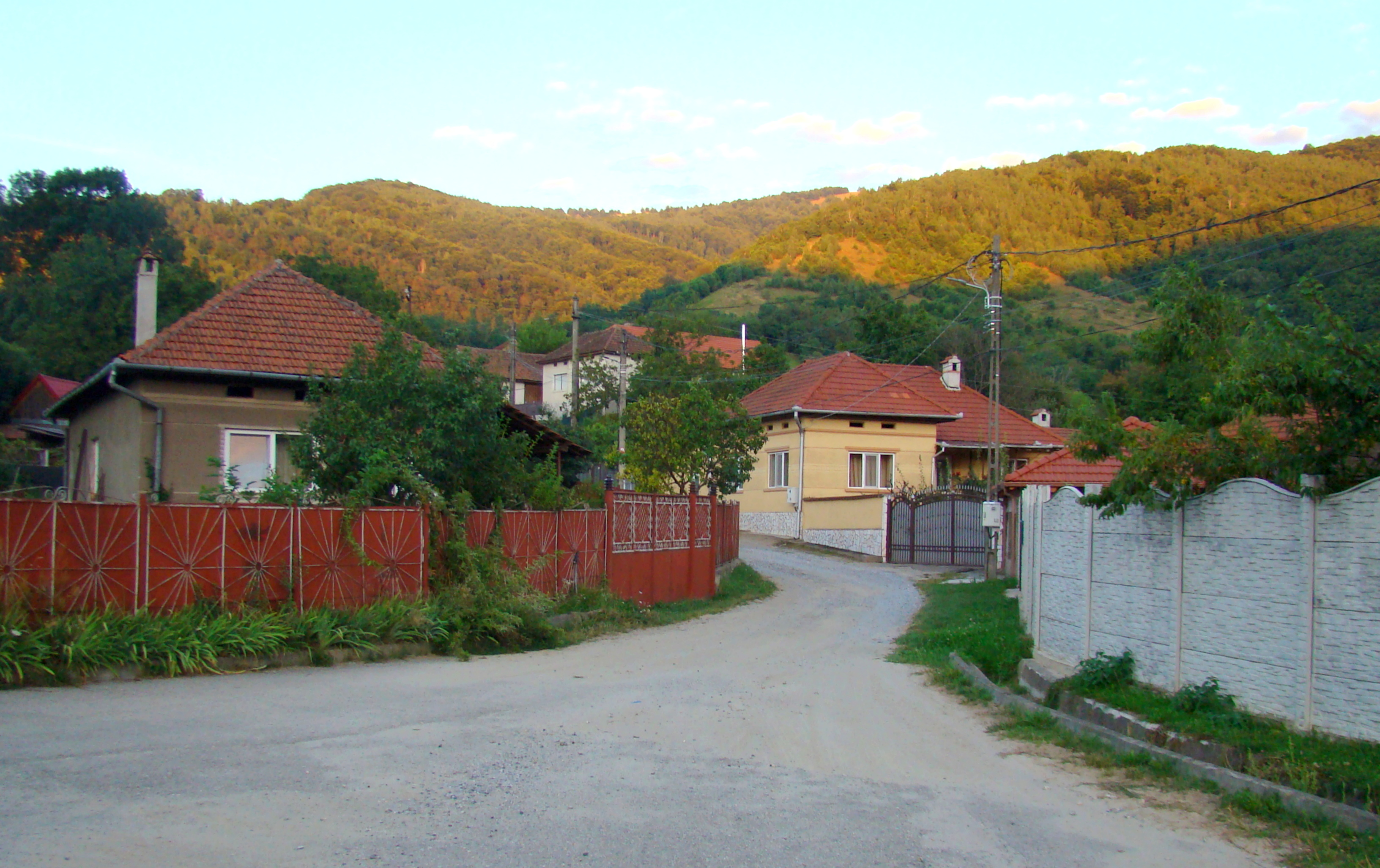
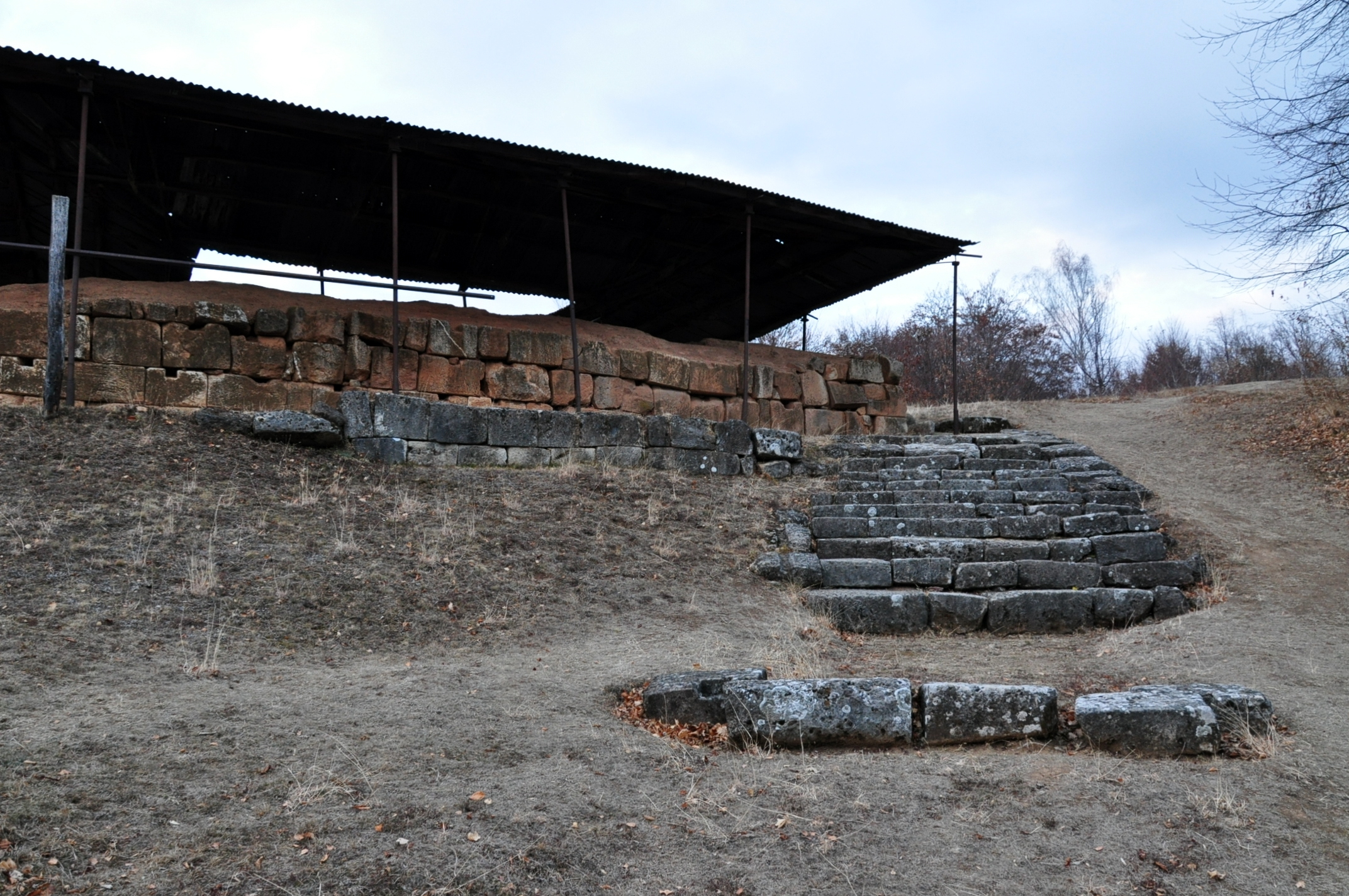
Cetatea dacică Costești-Cetățuie